# Sextilla paralela
La sextilla paralela, en métrica, es una estrofa de seis versos de arte menor. Se trata de una sextilla dividida en dos partes de tres versos y simétrica en su rima, de forma que riman el primero con el segundo, el cuarto con el quinto y el tercero con el sexto: 8a 8a 8b 8c 8c 8b

He admirado el hormiguero (8a)
cuando henchían su granero (8a)
las innúmeras hormigas. (8b)
He observado su tarea (8c)
bajo el fuego que caldea (8c)
la estación de las espigas. (8b)
Las repúblicas de José María Gabriel y Galán